# Association sportive Kaloum Star
Maillots
Actualités
L'Association sportive Kaloum Star est un club de football guinéen basé à Conakry.
L'AS. Kaloum entretient des rivalités de longue date avec certains clubs, notamment le Horoya Club Athletic (la confrontation entre les deux clubs, surnommée El Clásico, est l'une des plus célèbres de l'histoire du football guineen) et avec l'autre grand club de la capitale le Hafia.

## Histoire
Le club porte, jusqu'au début des années 1970, le nom de Conakry I. Sous ce nom, il remporte le championnat en 1965, 1969 et 1970.
Lors de la saison 2007-08, le club est soumis au paiement d'une amende de 2 millions, au remboursement intégral des subventions et à l'annulation de toutes ses rencontres de championnat, ce qui induit la descente du club en Ligue 2 guinéenne, à la suite du refus du club de jouer les 2 premières rencontres de championnat en raison de problèmes de sponsoring.
Sacré champion de Guinée lors de la saison 2013-2014, l'AS Kaloum engage l'entraîneur français Pascal Janin pour deux saisons, dont une en option.

## Palmarès
- Championnat de Guinée (13)  :
  - Champion : 1965, 1969, 1970, 1980, 1981, 1984, 1987, 1993, 1995, 1996, 1998, 2007, 2014
  - Vice-champion : 2002

- Coupe de Guinée (13)
  - Vainqueur : 1960, 1961, 1962, 1964, 1965, 1966, 1985, 1997, 1998, 2001, 2005, 2007, 2015
  - Finaliste : 1963, 1999, 2016

- Tournoi Ruski Alumini (2)
  - Vainqueur : 2003, 2007

- Coupe de la CAF
  - Finaliste : 1995

- Coupe de l'UFOA
  - Finaliste : 1977

## Présidents
- Bouba Sampil ? - 2023
- Bachir Camara depuis le 10 octobre 2023

## Anciens joueurs
- Sambegou Bangoura
- Kémoko Camara
- Mangué Camara
- Papa Camara
- Mamadi Kaba
- M'Baye NDour
- Issiaga Soumah
- Morlaye Soumah
- Sekou Toure
- Alsény Cissé « Léa »
- Sékouba Camara
- Issa Gouo

## Anciens entraîneurs
- 2014-2015 :  Pascal Janin
- 2015-2017 :  Denis Goavec
- ?         :  Rigo Gervais